# Het geheim van Delft
Het Geheim van Delft is een Nederlandse film uit 1917. Het is een stomme film in zwart-wit met als internationale titel The Secret of Delft. De film werd niet in Delft, maar grotendeels in Haarlem opgenomen.

## Verhaal
Annie en Lilly Vogels zijn de jonge dochters van Jan, een specialist in Delfts aardewerk die werkt als chef in een porseleinfabriek. Van Haaften is de directeur/eigenaar van deze fabriek. Terwijl vader Jan hard werkt aan een verbeterd procedé voor het maken van porselein, is dochter Lilly druk bezig in het huishouden. Haar oudere zus Annie draagt hier minder aan bij, omdat zij het te druk heeft met haar muziek en haar relatie met Leo, de zoon van Van Haaften. Ondertussen krijgt hun neef Willem Berg een ernstige berisping voor zijn onoplettendheid bij het werken in de fabriek.
Wegens hun verschillen in sociale rangen moeten Annie en Leo hun relatie strikt geheimhouden. Leo's moeder betrapt hen samen en stuurt Annie onmiddellijk weg. Als het gezinshoofd van de rijke familie op de hoogte wordt gesteld, wil hij een schandaal voorkomen en stuurt Leo voor een onbepaalde tijd naar Amerika. Vlak voor zijn vertrek spreekt Leo stiekem met Annie af om hun relatie te verbreken. Annie keert met een gebroken hart terug naar huis om haar spullen te pakken en haar woonplek voorgoed te verlaten.
Zes lange maanden gaan voorbij. Jans onderzoek naar een nieuw procedé om aardewerk te beschilderen lijkt tevergeefs. Om de huur te kunnen betalen, gaat Lilly werken als bloemiste. Ondertussen heeft ook Annie financiële problemen. Ze volgt dure pianolessen en om deze te kunnen betalen, gaat ze te werk als pianiste in een nachtcafé. Lilly bezoekt haar en onthult dat haar vader op het punt staat het geheim van het oud Delfts glazuur te ontdekken. De corrupte neef Willem luistert stiekem mee en beraamt snode plannen. Hij confronteert Jan, maar dit heeft geen zin, omdat zijn proeven door financiële tekortkomingen uiteindelijk zijn mislukt. Lilly kan het verdriet van haar vader niet langer aanzien en bezoekt Minny, de dochter van de familie Van Haaften, om geld te bedelen om het procedé voor het maken van aardewerk zoals haar vader dat voor ogen heeft te kunnen realiseren (hiervoor is als ingrediënt het dure platina nodig). Dit bezoek aan Van Haaften blijft zonder succes; de directeur blijkt zelf ernstige geldzorgen te hebben.
Op een gegeven moment wordt Annie ontdekt in het nachtcafé en krijgt een contract aangeboden van een impresario om een concerttournee te doen. Leo keert intussen terug uit Amerika en wil toestemming van zijn vader om weer met Annie om te mogen gaan. Jan vraagt bij Van Haaften om een lening, maar hij beschouwt zijn proeven als ridicuul en ontslaat hem. Jan wil bijna de moed opgeven, wanneer hij op een dode man - een zelfmoordenaar - een fortuin vindt in het park. De bijbehorende brief geeft aan dat de eerlijke vinder het geld mag houden. Jan kan van het gevonden geld nu platina kopen en zijn proeven voortzetten. Ondertussen is de fabriek van Van Haaften failliet gegaan. Van Haaften kan deze tegenslag niet verwerken en pleegt 's nachts zelfmoord in zijn kantoor.
Neef Willem heeft diezelfde nacht ingebroken om achter het geheim van Delft te komen. Hij ziet het levenloze lichaam van Van Haaften, maar slaat geen alarm en neemt enkel de resterende 3.000 gulden van de fabriek, die hij in de zakken van Van Haaften aantreft, mee. Ook diens zelfmoordbriefje verdonkeremaant hij. De volgende ochtend treft Jan het lijk aan. Hij schakelt hulp in, maar de politie verdenkt hem van de moord. Omdat hij veel geld op zak heeft en er bij de fabriek geld ontbreekt, wordt hij beschouwd als hoofdverdachte en gearresteerd. Vlak voordat hij meegenomen wordt naar het bureau, overhandigt hij het recept voor het geheim van Delft aan zijn dochter Lilly.
Enige tijd later heeft Leo van Haaften de positie van zijn vader overgenomen. De corrupte neef Willem wordt in plaats van Jan aangenomen als de fabriekschef en probeert nog steeds achter het geheim van Delft te komen. Hij ontdekt dat Annie inmiddels in het bezit is van het recept en probeert haar over te halen het aan hem te geven. Zij is echter met haar gedachten bij Leo. Ze willen dolgraag trouwen, maar hij heeft geen toestemming gekregen omdat haar vader in de gevangenis zit. Een rechtszaak volgt, waarbij Jan wordt aangeklaagd voor de moord op Van Haaften. De eis tegen hem is twintig jaar gevangenisstraf. Hij wordt uiteindelijk schuldig verklaard en krijgt een straf van tien jaar opgelegd.
Ondertussen gebruikt Willem geweld om het recept in handen te krijgen. Hij zit achter Lilly aan, maar zij leert het recept uit haar hoofd en verbrandt het papier waar dit op staat. De zaak loopt echter volledig uit de hand, waardoor heel haar huis uiteindelijk afbrandt. Ze blijft tijdelijk bij haar zus Annie logeren, maar wordt nog steeds niet met rust gelaten door Willem. Ze schrijft een vals recept en zorgt ervoor dat hij dit vindt. Terwijl hij worstelt met de proeven, krijgt Lilly van haar vader de opdracht de brief te vinden van de persoon die 10.000 gulden achterliet in het park. Na een lange zoektocht vindt ze deze en brengt het bewijs naar de rechter.

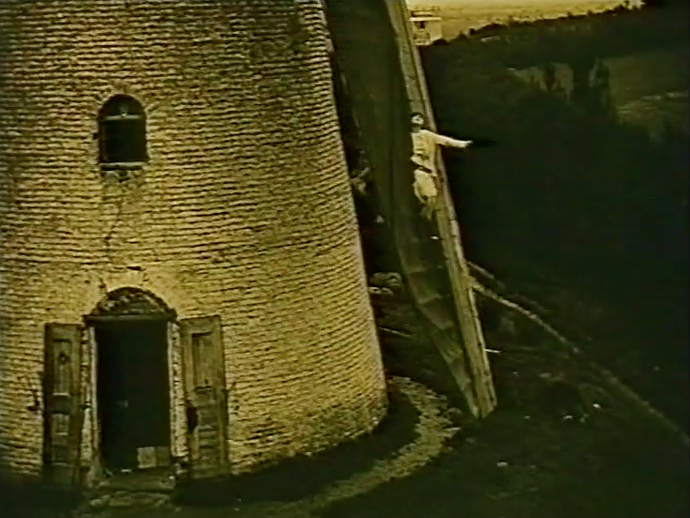
Annie Bos

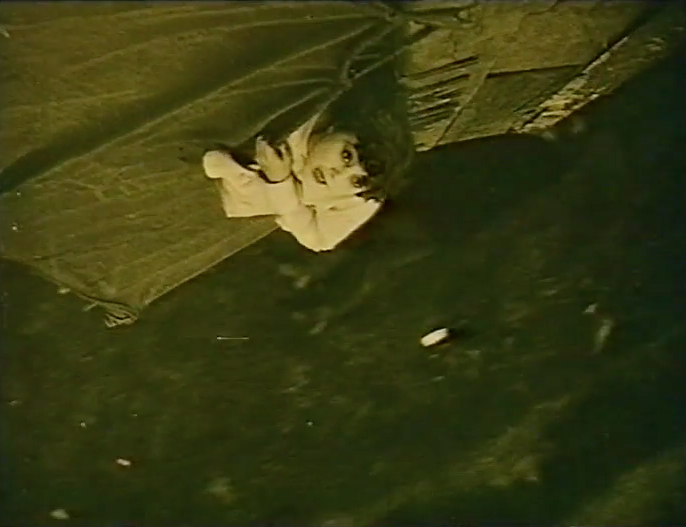
Annie Bos

Willem realiseert intussen dat het recept niet klopt en valt wederom Annie lastig. Hij weet dat zij het inmiddels herschreven echte recept heeft en confronteert haar daarmee. Annie weigert Willem zijn zin te geven en neemt de benen. Het escaleert in een achtervolging met als hoogtepunt dat Annie ontnapt door op een van de draaiende wieken van een molen te gaan staan. Ze wordt uiteindelijk gered door omstanders en wordt naar de villa van de familie Van Haaften gebracht. Daar is inmiddels de zelfmoordbrief van de vader opgedoken. Aan het einde van de film wordt Jan vrijgesproken; hij krijgt zijn baan in de fabriek terug en kan met behulp van het goede recept het beoogde aardewerk met de speciale glans maken waarnaar hij zo lang gezocht heeft. Neef Willem is inmiddels al gearresteerd. En Leo en Annie kunnen alsnog gaan trouwen.

## Rolbezetting
| Acteur              | Personage           |
| ------------------- | ------------------- |
| Annie Bos           | Annie Vogel         |
| Lily Bouwmeester    | Lilly Vogel         |
| Jan van Dommelen    | Jan Vogel           |
| Willem van der Veer | Willem Berg         |
| Louis H. Chrispijn  | Van Haaften         |
| Frederick Vogeding  | Leo van Haaften     |
| Paula de Waart      | Mevrouw Van Haaften |
| Minny Erfmann       | Minny van Haaften   |

## Trivia
Vier aktes van de film zijn teruggevonden en tot een geheel gemaakt en beleefde een her-première op 27 september 1995 tijdens het Filmfestival van Utrecht, met muziek van Henny Vrienten. Er wordt nog een akte van 12 minuten vermist. De film is tegenwoordig ook op dvd verkrijgbaar in een beperkte oplage.